# Copa da Alemanha de Futebol de 2016–17
A Copa da Alemanha (português brasileiro) ou Taça de Alemanha (português europeu) (em alemão: DFB-Pokal 2016/17) foi a 74ª temporada anual da Copa da Alemanha. Começou no dia 19 de agosto de 2016 com o jogo entre VfB Lübeck e FC St. Pauli na primeira rodada e terminou no dia 27 de maio de 2017 no Estádio Olímpico de Berlim.

## Participantes
Os 64 participantes são:
| Bundesliga os 18 clubes da temporada de 2015–16 | 2. Bundesliga os 18 clubes da temporada de 2015–16 | 3. Liga os 4 melhores clubes da temporada de 2015–16 |
| - FC Augsburg - Bayer Leverkusen - Bayern de Munique - Darmstadt 98 - Borussia Dortmund - Borussia Mönchengladbach - Eintracht Frankfurt - Hamburger SV - Hannover 96 - Hertha BSC - 1899 Hoffenheim - FC Ingolstadt - 1. FC Köln - Mainz 05 - Schalke 04 - VfB Stuttgart - Werder Bremen - Wolfsburg | - Arminia Bielefeld - VfL Bochum - Eintracht Braunschweig - MSV Duisburg - Fortuna Düsseldorf - FSV Frankfurt - Freiburg - Greuther Fürth - 1. FC Heidenheim - 1. FC Kaiserslautern - Karlsruher SC - RB Leipzig - 1860 Munich - Nürnberg - SC Paderborn - SV Sandhausen - FC St. Pauli - Union Berlin | - Dynamo Dresden - Erzgebirge Aue - Würzburger Kickers - 1. FC Magdeburg |
| Representantes das associações regionais 24 representantes da 21 associações regionais da DFB, qualificados (em geral) na Verbandspokal de 2015–16 | | |
| - Baden Astoria Walldorf - Baviera SpVgg Unterhaching Jahn Regensburg - Berlin BFC Preussen - Brandenburg SV Babelsberg - Bremen Bremer SV - Hamburg Eintracht Norderstedt - Hesse Kickers Offenbach                                                                                                  | - Lower Rhine Rot-Weiss Essen - Lower Saxony SV Drochtersen/Assel Germania Egestorf/Langreder - Mecklenburg-Vorpommern Hansa Rostock - Middle Rhine Viktoria Köln - Rhineland Eintracht Trier - Saarland FC 08 Homburg - Saxony FSV Zwickau                                                            | - Saxony-Anhalt Hallescher FC - Schleswig-Holstein VfB Lübeck - South Baden FC 08 Villingen - Southwest SC Hauenstein - Thuringia Carl Zeiss Jena - Westphalia SG Wattenscheid Sportfreunde Lotte - Württemberg FV Ravensburg |

## Calendário
- 1ª rodada: 19-22 de agosto de 2016
- 2ª rodada: 25-26 de outubro de 2016
- Oitavas de final: 7-8 de fevereiro de 2017
- Quartas de final: 28 de fevereiro-1 de março de 2017
- Semifinais: 25-26 de abril de 2017
- Final: 27 de maio de 2017

## Primeira rodada
O sorteio ocorreu no dia 18 de junho de 2016, às 23:30 e foi feito por Caroline Siems.
Todos os jogos estão no horário da Alemanha (UTC+2)
| 19 de agosto de 2016 | VfB Lübeck | 0 – 3     | St. Pauli                                 | Stadion Lohmühle, Lübeck                    |
| 20:45                |            | Relatório | Hedenstad 16' · Gonther 61' · Ducksch 88' | Público: 13 000 Árbitro: Dr. Martin Thomsen |

| 19 de agosto de 2016 | FV Ravensburg | 0 – 2     | Augsburg                | Geberit-Arena, Pfullendorf               |
| 20:45                |               | Relatório | Koo 29' · Bobadilla 68' | Público: 8 000 Árbitro: Benedikt Kempkes |

| 19 de agosto de 2016 | Carl Zeiss Jena | 0 – 5     | Bayern de Munique                                  | Ernst-Abbe-Sportfeld, Jena           |
| 20:45                |                 | Relatório | Lewandowski 3', 34', 43' · Vidal 72' · Hummels 77' | Público: 19 000 Árbitro: Harm Osmers |

| 20 de agosto de 2016 | SV Drochtersen/Assel | 0 – 1     | Borussia Mönchengladbach | Kehdinger Stadion, Drochtersen                  |
| 15:30                |                      | Relatório | Korb 55'                 | Público: 7 154 Árbitro: Dr. Matthias Jöllenbeck |

| 20 de agosto de 2016 | Würzburger Kickers | 1 – 0 (pro) | Eintracht Braunschweig | Flyeralarm Arena, Würzburg           |
| 15:30                | Soriano 102'       | Relatório   |                        | Público: 6 384 Árbitro: Jochen Drees |

| 20 de agosto de 2016 | SV Babelsberg | 0 – 4     | Freiburg                                               | Karl-Liebknecht-Stadion, Potsdam   |
| 15:30                |               | Relatório | Grifo 20' (pen), 63' · Haberer 40' · Niederlechner 69' | Público: 6 341 Árbitro: René Rohde |

| 20 de agosto de 2016 | Viktoria Köln  | 1 – 1 (pro) | Nürnberg        | Sportpark Höhenberg, Cologne            |
| 15:30                | Wunderlich 80' | Relatório   | Margreitter 76' | Público: 4 787 Árbitro: Daniel Schlager |

|                                                              |       | Penalidades                                     |  |
| Wunderlich Nottbeck Backszat Koronkiewicz Schwarz Holzweiler | 5 – 6 | Burgstaller Behrens Kempe Brečko Leibold Alushi |  |

| 20 de agosto de 2016 | Rot-Weiss Essen              | 2 – 2 (pro) | Arminia Bielefeld | Stadion Essen, Essen                       |
| 15:30                | Malura 53' · Baier 77' (pen) | Relatório   | Klos 9', 69'      | Público: 17 500 Árbitro: Christian Dingert |

|                                  |       | Penalidades                     |  |
| Löning Brauer Malura Weber Baier | 4 – 5 | Klos Junglas Ulm Putaro Hemlein |  |

| 20 de agosto de 2016 | FC 08 Villingen | 1 – 4     | Schalke 04                                       | Schwarzwald-Stadion, Freiburg im Breisgau |
| 15:30                | Ketterer 90'    | Relatório | Aogo 10' · Embolo 19' · Geis 75' · Huntelaar 86' | Público: 14 400 Árbitro: Patrick Alt      |

| 20 de agosto de 2016 | Dynamo Dresden          | 2 – 2 (pro) | RB Leipzig                        | DDV-Stadion, Dresden                 |
| 15:30                | Kutschke 47' (pen), 78' | Relatório   | Sabitzer 15' · Kaiser 45+2' (pen) | Público: 29 222 Árbitro: Felix Brych |

|                                          |       | Penalidades                              |  |
| Testroet Stefaniak Teixeira Gogia Aosman | 5 – 4 | Kalmár Orban Ilsanker Kaiser Halstenberg |  |

| 20 de agosto de 2016 | BFC Preussen | 0 – 7     | 1. FC Köln                                                                      | Stadion An der Alten Försterei, Berlin   |
| 15:30                |              | Relatório | Rausch 19' · Modeste 45' · Maroh 68' · Risse 71' · Rudņevs 75' · Osako 79', 88' | Público: 6 318 Árbitro: Alexander Sather |

| 20 de agosto de 2016 | Hallescher FC                                     | 4 – 3 (pro) | 1. FC Kaiserslautern           | ERDGAS Sportpark, Halle                    |
| 15:30                | Aliji 34' · El-Helwe 54', 58' · Gjasula 94' (pen) | Relatório   | Osawe 23', 90+4' · Stieber 37' | Público: 10 021 Árbitro: Bibiana Steinhaus |

| 20 de agosto de 2016 | Munique 1860               | 2 – 1     | Karlsruher SC   | Allianz Arena, Munich                     |
| 18:30                | Aigner 60' · Matmour 90+2' | Relatório | Diamantakos 67' | Público: 16 800 Árbitro: Sascha Stegemann |

| 20 de agosto de 2016 | Hansa Rostock | 0 – 3     | Fortuna Düsseldorf            | Ostseestadion, Rostock                    |
| 18:30                |               | Relatório | Sobottka 21', 57' · Bebou 62' | Público: 18 100 Árbitro: Frank Willenborg |

| 20 de agosto de 2016 | FC 08 Homburg | 0 – 3     | VfB Stuttgart                         | Waldstadion Homburg, Homburg             |
| 18:30                |               | Relatório | Gentner 53' · Özcan 58' · Tashchy 87' | Público: 10 800 Árbitro: Robert Hartmann |

| 20 de agosto de 2016 | FSV Frankfurt   | 1 – 2     | Wolfsburg             | Frankfurter Volksbank Stadion, Frankfurt |
| 20:45                | Schleusener 52' | Relatório | Schäfer 5' · Dost 16' | Público: 5 050 Árbitro: Wolfgang Stark   |

| 21 de agosto de 2016 | Sportfreunde Lotte | 2 – 1     | Werder Bremen | Sportpark am Lotter Kreuz, Lotte         |
| 15:30                | Rahn 8' · Dej 54'  | Relatório | Junuzović 45' | Público: 10,056 Árbitro: Christian Dietz |

| 21 de agosto de 2016 | MSV Duisburg   | 1 – 2 (pro) | Union Berlin                  | Schauinsland-Reisen-Arena, Duisburg  |
| 15:30                | Iljutcenko 67' | Relatório   | Quaner 62' · Schnellhardt 95' | Público: 14 209 Árbitro: Marco Fritz |

| 21 de agosto de 2016 | Eintracht Norderstedt | 1 – 4     | Greuther Fürth                                    | Edmund-Plambeck-Stadion, Norderstedt    |
| 15:30                | Drinkuth 80'          | Relatório | Žulj 42' · Dursun 71' · Tripić 89' · Kirsch 90+2' | Público: 3 000 Árbitro: Benjamin Bläser |

| 21 de agosto de 2016 | Astoria Walldorf                             | 4 – 3 (pro) | VfL Bochum                         | FC-Astoria Stadion, Walldorf         |
| 15:30                | Groß 6' · Carl 55' · Meyer 95' · Straub 107' | Relatório   | Stiepermann 22' · Stöger 65', 117' | Público: 3 000 Árbitro: Riem Hussein |

| 21 de agosto de 2016 | 1. FC Magdeburg | 1 – 1 (pro) | Eintracht Frankfurt | MDCC-Arena, Magdeburg                   |
| 15:30                | Hammann 86'     | Relatório   | Hrgota 7'           | Público: 24 400 Árbitro: Markus Schmidt |

|                                                       |       | Penalidades                               |  |
| Hammann Puttkammer Müller Exslager Beck Löhmannsröben | 3 – 4 | Meier Huszti Hasebe Mascarell Blum Varela |  |

| 21 de agosto de 2016 | SpVgg Unterhaching        | 3 – 3 (pro) | Mainz 05                           | Alpenbauer Sportpark, Unterhaching   |
| 15:30                | Hain 33', 89' · Lux 90+3' | Relatório   | Córdoba 22' · Frei 64' · Mallı 88' | Público: 7 000 Árbitro: Arne Aarnink |

|                                 |       | Penalidades                       |  |
| Stahl Hain Dombrowka Einsiedler | 2 – 4 | De Blasis Mallı Clemens Rodríguez |  |

| 21 de agosto de 2016 | 1. FC Germania Egestorf/Langreder | 0 – 6     | 1899 Hoffenheim                                          | Joyetech-Arena, Barsinghausen         |
| 15:30                |                                   | Relatório | Kramarić 18', 32', 80' · Rudy 21' · Uth 43' · Wagner 90' | Público: 2 585 Árbitro: Marcel Schütz |

| 21 de agosto de 2016 | SC Hauenstein | 1 – 2     | Bayer Leverkusen               | Sportpark Husterhöhe, Pirmasens            |
| 15:30                | Srzentić 81'  | Relatório | Chicharito 39' · Bellarabi 67' | Público: 4 000 Árbitro: Florian Badstübner |

| 21 de agosto de 2016 | Bremer SV | 0 – 7     | Darmstadt 98                                                                  | Stadion am Panzenberg, Bremen           |
| 15:30                |           | Relatório | Čolak 18', 45+2', 58' · Kmieć 22' · Heller 40' · Gondorf 56' · Schipplock 87' | Público: 1 993 Árbitro: Lasse Koslowski |

| 21 de agosto de 2016 | SG Wattenscheid | 1 – 2     | 1. FC Heidenheim           | Lohrheidestadion, Bochum            |
| 18:30                | Tumbul 30'      | Relatório | Verhoek 75' · Thomalla 80' | Público: 3 323 Árbitro: Timo Gerach |

| 21 de agosto de 2016 | Jahn Regensburg | 1 – 1 (pro) | Hertha BSC | Continental Arena, Regensburg          |
| 18:30                | Nandzik 51'     | Relatório   | Weiser 84' | Público: 12 526 Árbitro: Robert Kampka |

|                            |       | Penalidades                               |  |
| Thommy Džalto Hein Hofrath | 3 – 5 | Ibišević Darida Weiser Plattenhardt Kalou |  |

| 21 de agosto de 2016 | Erzgebirge Aue | 0 – 0 (pro) | FC Ingolstadt | Sparkassen-Erzgebirgsstadion, Aue    |
| 18:30                |                | Relatório   |               | Público: 6 650 Árbitro: Sören Storks |

|                                                             |       | Penalidades                                             |  |
| Rizzuto Köpke Kvesić Pepić Nazarov Breitkreuz Hertner Adler | 7 – 8 | Cohen Suttner Leckie Groß Hinterseer Matip Roger Levels |  |

| 22 de agosto de 2016 | Kickers Offenbach | 2 – 3 (pro) | Hannover 96                               | Sparda-Bank-Hessen-Stadion, Offenbach   |
| 18:30                | Firat 29', 49'    | Relatório   | Harnik 3' · Klaus 22' · Sané 120+1' (pen) | Público: 10 573 Árbitro: Thorben Siewer |

| 22 de agosto de 2016 | FSV Zwickau | 0 – 1     | Hamburger SV  | Stadion Zwickau, Zwickau                |
| 18:30                |             | Relatório | Halilović 70' | Público: 10 134 Árbitro: Robert Kempter |

| 22 de agosto de 2016 | SC Paderborn | 1 – 2     | SV Sandhausen                        | Benteler-Arena, Paderborn               |
| 18:30                | Michel 50'   | Relatório | Sukuta-Pasu 18' (pen) · Kister 90+1' | Público: 4 436 Árbitro: Martin Petersen |

| 22 de agosto de 2016 | Eintracht Trier | 0 – 3     | Borussia Dortmund             | Moselstadion, Trier                   |
| 20:45                |                 | Relatório | Kagawa 8', 33' · Schürrle 45' | Público: 10 805 Árbitro: Manuel Gräfe |

## Segunda rodada
O sorteio da rodada foi no dia 26 de agosto de 2016 às 22:45, com Oliver Bierhoff
| 25 de outubro de 2016 | Sportfreunde Lotte              | 2 – 2 (pro) | Bayer Leverkusen | Sportpark am Lotter Kreuz, Lotte       |
| 18:30                 | Hilbert 47' · Freiberger 105+1' | Relatório   | Volland 25', 95' | Público: 8 763 Árbitro: Wolfgang Stark |

|                                                   |       | Penalidades                                             |  |
| Nauber Freiberger Steinhart Dej Langlitz Tankulic | 4 – 3 | Aránguiz Havertz Volland Hilbert Wendell Baumgartlinger |  |

| 25 de outubro de 2016 | Dynamo Dresden | 0 – 1     | Arminia Bielefeld | DDV Stadium, Dresden                   |
| 18:30                 |                | Relatório | Hemlein 66'       | Público: 26 819 Árbitro: Robert Kampka |

| 25 de outubro de 2016 | Würzburger Kickers | 0 – 0 (pro) | Munique 1860 | Flyeralarm Arena, Würzburg              |
| 18:30                 |                    | Relatório   |              | Público: 12 142 Árbitro: Markus Schmidt |

|                                       |       | Penalidades                               |  |
| Rama Soriano Benatelli Pisot Daghfous | 3 – 4 | Aycicek Uduokhai Wittek Stojković Mölders |  |

| 25 de outubro de 2016 | Freiburg                             | 3 – 3 (pro) | SV Sandhausen                             | Schwarwald-Stadion, Freiburg            |
| 18:30                 | Dæhli 21' · Grifo 76' · Petersen 82' | Relatório   | Kister 39' · Wooten 53' · Sukuta-Pasu 64' | Público: 14 600 Árbitro: Tobias Stieler |

|                                                |       | Penalidades                                      |  |
| Petersen Günter Torrejón Grifo Philipp Haberer | 3 – 4 | Roßbach Sukuta-Pasu Kister Pledl Karl Vunguidica |  |

| 25 de outubro de 2016 | Hallescher FC | 0 – 4     | Hamburger SV                                 | Erdgas Sportpark, Halle                    |
| 20:45                 |               | Relatório | Wood 8', 43' · Lasogga 58' · Waldschmidt 82' | Público: 14 004 Árbitro: Christian Dingert |

| 25 de outubro de 2016 | Eintracht Frankfurt | 0 – 0 (pro) | FC Ingolstadt | Commerzbank-Arena, Frankfurt        |
| 20:45                 |                     | Relatório   |               | Público: 6 300 Árbitro: Harm Osmers |

|                                 |       | Penalidades             |  |
| Huszti Oczipka Mascarell Hasebe | 4 – 1 | Cohen Brégerie Hartmann |  |

| 25 de outubro de 2016 | Borussia Mönchengladbach | 2 – 0     | VfB Stuttgart | Borussia-Park, Mönchengladbach       |
| 20:45                 | Johnson 31' · Stindl 84' | Relatório |               | Público: 40 452 Árbitro: Günter Perl |

| 25 de outubro de 2016 | St. Pauli | 0 – 2     | Hertha Berlin            | Millerntor-Stadion, Hamburgo           |
| 20:45                 |           | Relatório | Weiser 42' · Stocker 54' | Público: 29 123 Árbitro: Deniz Aytekin |

| 26 de outubro de 2016 | Astoria Walldorf | 1 – 0     | SV Darmstadt 98 | FC-Astoria Stadion, Walldorf              |
| 18:30                 | Hillenbrand 32'  | Relatório |                 | Público: 4 000 Árbitro: Bibiana Steinhaus |

| 26 de outubro de 2016 | Hannover 96                                              | 6 – 1     | Fortuna Düsseldorf | HDI-Arena, Hannover                      |
| 18:30                 | Sobiech 5' · Klaus 7', 34' · Harnik 15', 16' · Maier 53' | Relatório | Akpoguma 20'       | Público: 20 500 Árbitro: Benjamin Cortus |

| 26 de outubro de 2016 | 1. FC Heidenheim | 0 – 1     | Wolfsburg       | Voith-Arena, Heidenheim                |
| 18:30                 |                  | Relatório | Mario Gomez 49' | Público: 9 200 Árbitro: Benjamin Brand |

| 26 de outubro de 2016 | SpVgg Greuther Fürth      | 2 – 1     | 1. FSV Mainz 05 | Sportpark Ronhof Thomas Sommer, Fürth  |
| 18:30                 | Sararer 79' · Berisha 90' | Relatório | Córdoba 68'     | Público: 5 975 Árbitro: Guido Winkmann |

| 26 de outubro de 2016 | Nürnberg             | 2 – 3     | FC Schalke 04                        | Grundig Stadion, Nürnberg                 |
| 20:45                 | Baba 59' · Kempe 68' | Relatório | Konopljanka 20', 45' · Huntelaar 31' | Público: 28 281 Árbitro: Frank Willenborg |

| 26 de outubro de 2016 | 1. FC Köln              | 2 – 1 (pro) | 1899 Hoffenheim | RheinEnergieStadion, Köln            |
| 20:45                 | Risse 36' · Modeste 91' | Relatório   | Hübner 8'       | Público: 43 000 Árbitro: Marco Fritz |

| 26 de outubro de 2016 | Bayern de Munique                 | 3 – 1     | FC Augsburg  | Allianz Arena, Munique                    |
| 20:45                 | Lahm 2' · Green 41' · Alaba 90+3' | Relatório | Dong-Won 68' | Público: 73 500 Árbitro: Sascha Stegemann |

| 26 de outubro de 2016 | Borussia Dortmund | 1 – 1 (pro) | 1. FC Union Berlin | Signal Iduna Park, Dortmund           |
| 20:45                 | Parensen 45'      | Relatório   | Skrzybski 81'      | Público: 79 037 Árbitro: Jochen Drees |

|                      |       | Penalidades            |  |
| Dembélé Ginter Götze | 3 – 0 | Kroos Fürstner Hosiner |  |

## Oitavas de Final
O sorteio das Oitavas de Final da Copa da Alemanha foi realizado logo após o final da Segunda Rodada, em 26 de outubro e contou com a participação do ginasta Fabian Hambüchen, medalhista de ouro na Barra fixa, nas Olimpíadas do Rio 2016.
| 7 de fevereiro de 2017 | Astoria Walldorf | 1 – 1 (pro) | Arminia Bielefeld | FC-Astoria Stadion, Walldorf           |
| 18:30                  | Carl 78'         | Relatório   | Schütz 52'        | Público: 4 000 Árbitro: Sven Jablonski |

|                                       |       | Penalidades                                 |  |
| Kern Carl Haas Groß Stadler Kiermeier | 4 – 5 | Klos Junglas Schütz Voglsammer Nöthe Salger |  |

| 7 de fevereiro de 2017 | Hamburger SV       | 2 – 0     | 1. FC Köln | Volksparkstadion, Hamburgo           |
| 18:30                  | Jung 5' · Wood 75' | Relatório |            | Público: 45 143 Árbitro: Günter Perl |

| 7 de fevereiro de 2017 | Bayern de Munique | 1 – 0     | Wolfsburg | Allianz Arena, Munique                    |
| 20:45                  | Douglas Costa 17' | Relatório |           | Público: 73 500 Árbitro: Dr. Jochen Drees |

| 7 de fevereiro de 2017 | SpVgg Greuther Fürth | 0 – 2     | Borussia Mönchengladbach | Sportpark Ronhof Thomas Sommer, Fürth    |
| 20:45                  |                      | Relatório | Wendt 12' · Hazard 36'   | Público: 12 336 Árbitro: Bastian Dankert |

| 8 de fevereiro de 2017 | Sportfreunde Lotte           | 2 – 0     | Munique 1860 | Sportpark am Lotter Kreuz, Lotte           |
| 18:30                  | Lindner 28' · Freiberger 58' | Relatório |              | Público: 10 056 Árbitro: Christian Dingert |

| 8 de fevereiro de 2017 | SV Sandhausen | 1 – 4     | FC Schalke 04                                              | Hardtwaldstadion, Sandhausen            |
| 18:30                  | Wooten 64'    | Relatório | Schöpf 38' · Caligiuri 43' · Naldo 45+1' · Konopljanka 71' | Público: 14 500 Árbitro: Benjamin Brand |

| 8 de fevereiro de 2017 | Hannover 96 | 1 – 2     | Eintracht Frankfurt         | HDI Arena, Hannover                    |
| 20:45                  | Harnik 57'  | Relatório | Tawatha 62' · Seferović 66' | Público: 31 000 Árbitro: Robert Kampka |

| 8 de fevereiro de 2017 | Borussia Dortmund | 1 – 1 (pro) | Hertha Berlim | Signal Iduna Park, Dortmund            |
| 20:45                  | Marco Reus 47'    | Relatório   | Kalou 27'     | Público: 80 500 Árbitro: Deniz Aytekin |

|                                   |       | Penalidades                               |  |
| Dembélé Pulisic Aubameyang Castro | 3 – 2 | Lustenberger Darida Esswein Allagui Kalou |  |

## Quartas de Final
O sorteio dos jogos das quartas de final ocorreu logo após o fim do jogo entre Borussia Dortmund e Hertha Berlim e contou com a participação do cantor Mark Forster e do técnico da Seleção Alemã Sub-21, Stefan Kuntz.
| 28 de fevereiro de 2017 | Eintracht Frankfurt | 1 – 0     | Arminia Bielefeld | Commerzbank-Arena, Frankfurt          |
| 18:30                   | Blum 6'             | Relatório |                   | Público: 39 000 Árbitro: Felix Zwayer |

| 14 de março de 2017[1] | Sportfreunde Lotte | 0 – 3     | Borussia Dortmund                          | Sportpark am Lotter Kreuz, Lotte     |
| 18:30                  |                    | Relatório | Pulisic 57' · Schürrle 66' · Schmelzer 83' | Público: 15 780 Árbitro: Felix Brych |

| 1 de março de 2017 | Hamburgo   | 1 – 2     | Borussia Mönchengladbach | Volksparkstadion, Hamburgo           |
| 18:30              | Wood 90+2' | Relatório | Stindl 53' · Raffael 61' | Público: 53 249 Árbitro: Marco Fritz |

| 1 de março de 2017 | Bayern de Munique                          | 3 – 0     | FC Schalke 04 | Allianz Arena, Munique                  |
| 20:45              | Lewandowski 3', 29' · Thiago Alcântara 16' | Relatório |               | Público: 70 000 Árbitro: Daniel Siebert |

^ : A partida entre Sportfreunde Lotte e Borussia Dortmund que originalmente seria realizada em 28 de fevereiro, foi cancelada devido a forte nevasca que caiu na região.

## Semifinais
O sorteio para os confrontos das semifinais aconteceu logo após o termino da partida entre Bayern de Munique e Schalke 04 e contou com a participação de Matthias Sammer e do vice presidente da DFB, Peter Frymuth. Durante o sorteio, houve um "porém" para o vencedor da partida entre Lotte e Dortmund, cancelada e concluída somente após o sorteio. O local da partida poderia mudar caso o Sportfreunde Lotte, clube da terceira divisão tivesse se classificado.
| 26 de abril de 2017 | Bayern de Munique          | 2 – 3     | Borussia Dortmund                       | Allianz Arena, Munique                |
| 20:45               | Martínez 28' · Hummels 41' | Relatório | Reus 19' · Aubameyang 69' · Dembélé 74' | Público: 75 000 Árbitro: Manuel Gräfe |

| 25 de abril de 2017 | Borussia Mönchengladbach | 1 – 1 (pro) | Eintracht Frankfurt | Borussia-Park, Mönchengladbach         |
| 20:45               | Hofmann 45+2'            | Relatório   | Tawatha 15'         | Público: 54 014 Árbitro: Deniz Aytekin |

|                                                               |       | Penalidades                                                  |  |
| Stindl Herrmann Hahn Strobl Bénes Vestergaard Christensen Sow | 6 – 7 | Oczipka Hector Gaćinović Fabián Russ Seferović Varela Hrgota |  |

## Final
| 27 de maio de 2017 | Eintracht Frankfurt | 1 – 2     | Borussia Dortmund                 | Olímpico, Berlim                       |
| 20:00              | Rebić 29'           | Relatório | Dembélé 8' · Aubameyang 67' (pen) | Público: 74 322 Árbitro: Deniz Aytekin |

## Estatísticas
Atualizado em 11 de abril de 2017
| Pos. | Jogador            | Equipe            | Gols |
| ---- | ------------------ | ----------------- | ---- |
| 1    | Robert Lewandowski | Bayern de Munique | 5    |
| 2    | Martin Harnik      | Hannover 96       | 4    |
| 2    | Bobby Wood         | Hamburgo          | 4    |
| 4    | Andrej Kramarić    | Hoffenheim        | 3    |
| 4    | Yevhen Konoplyanka | Schalke 04        | 3    |
| 4    | Felix Klaus        | Hannover 96       | 3    |
| 4    | Vincenzo Grifo     | Freiburg          | 3    |
| 4    | Antonio Čolak      | Darmstadt 98      | 3    |

| Pos. | Jogador             | Equipe                   | Assists. |
| ---- | ------------------- | ------------------------ | -------- |
| 1    | Thomas Müller       | Bayern de Munique        | 3        |
| 1    | Franck Ribéry       | Bayern de Munique        | 3        |
| 3    | Marco Terrazzino    | Hoffenheim               | 2        |
| 3    | Richard Sukuta-Pasu | Sandhausen               | 2        |
| 3    | Alessandro Schöpf   | Schalke 04               | 2        |
| 3    | Bernd Rosinger      | Lotte                    | 2        |
| 3    | Pascal Pellowski    | Astoria Walldorf         | 2        |
| 3    | Robert Lewandowski  | Bayern de Munique        | 2        |
| 3    | Fabian Johnson      | Borussia Mönchengladbach | 2        |
| 3    | Veton Berishe       | Fürth                    | 2        |